# Гастингский колледж права Калифорнийского университета
Гастингский колледж права Калифорнийского университета — государственная юридическая школа в Сан-Франциско, Калифорния, США. Ранее с 1878 по 2023 год он был известен как Юридический колледж Калифорнийского университета в Гастингсе.
Основанная в 1878 году Серранусом Клинтоном Гастингсом, она была первой юридической школой Калифорнийского университета, а также одной из первых юридических школ, созданных в Калифорнии и на Западе Соединённых Штатов. Несмотря на то, что Юридический факультет Калифорнийского университета является частью Калифорнийского университета, он напрямую не управляется регентами Калифорнийского университета. Она также является одной из немногих известных юридических школ, связанных с университетами в Соединённых Штатах, которая не имеет общего кампуса со студентами университета или другими программами последипломного образования.

## История
В 1878 году Серранус Клинтон Гастингс, первый главный судья Калифорнии, пожертвовал 100 000 долларов на создание юридической школы, которая когда-то носила его имя. Он организовал принятие законодательного акта 26 марта 1878 года о создании Гастингсского колледжа права как отдельного юридического лица, связанного с Калифорнийским университетом. Это, по-видимому, было сделано для обеспечения совместимости с разделом 8 Органического акта университета, который разрешал совету регентов присоединяться к независимым самофинансируемым профессиональным колледжам. Другой причиной для совершения дара таким образом было то, что Гастингс хотел наложить определённые условия на свой дар, в то время как «политика и закон диктовали, что безвозмездный дар не мог быть хеджирован правом возврата».
Согласно официальной столетней истории Юридического колледжа Гастингса, его основатель, «то ли из-за высокомерия, недосмотра, невежества, то ли из-за сочетания всех трех факторов, сам стал виновником своих проблем». 69 Хотя первоначальный совет директоров Гастингса был сформирован основателем из числа его коллег. однако, знакомясь с профессионалами, он не смог должным образом подтвердить их согласие с его убеждениями в том, что надлежащее юридическое образование должно включать курс юридической этики, а также сочетаться с элементами гуманитарного образования. К его ужасу, оказалось, что все они верили, что единственная цель юридической школы — дать профессиональное образование в области юридической практики. Это последнее убеждение разделял первый нанятый профессор Джон Нортон Померой, который лично вел подавляющее большинство курсов в первые годы существования юридической школы. Основатель надеялся воспитать культурных интеллектуалов, которые также оказались юристами; правление просто хотело подготовить юристов. Примирить эти принципиально разные взгляды было невозможно, и к сентябрю 1882 года основатель компании отдалился от совета директоров, подобранного им самим. К тому моменту он уже начал воспринимать Попечительский совет Калифорнийского университета как превосходное средство для внедрения гуманитарных наук и юридической этики в его юридическую школу, и в марте 1883 года принял ещё один законодательный акт, который предусматривал передачу юридического колледжа Гастингса непосредственно университету Калифорнии и возложил ответственность за управление ею на регентов. Это вступало в прямое противоречие с формулировкой «аффилированный» в разделе 8 Основного закона, поэтому в марте 1885 года был принят другой закон о создании формального попечительского совета с единственной целью — сохранить право собственности на активы юридической школы на расстоянии вытянутой руки от регентов (но в соответствии с которым регенты по-прежнему будут иметь право управлять такими активами). В соответствии с законом 1883 года совет директоров Гастингса прекратил свои заседания. Но поскольку регенты предпочли сохранять нейтралитет в затянувшемся споре между советом директоров и учредителем и не пытались осуществлять какой-либо контроль в соответствии с актами 1883 или 1885 годов, Гастингс пережил странное потрясение. период с сентября 1882 по апрель 1885 года, когда компания действовала без фактического контроля со стороны какого-либо руководящего совета.